# Juha Väätäinen
Juha Väätäinen, född 12 juli 1941 i Uleåborg, är en finländsk politiker och tidigare långdistanslöpare. Han var ledamot av Finlands riksdag 2011–2015.
2011 blev Väätäinen invald i riksdagen för Sannfinländarna.